# 아피페 잘레
아피페 잘레(튀르키예어: Afife Jale, 1902년 12월 27일~1941년 7월 24일)는 터키의 연극 배우이다. 터키 역사상 최초의 무슬림 출신 연극 배우이기도 하다.
이스탄불에서 여자 상업 학교를 졸업한 이후에 연극 배우가 되기를 원했지만 오스만 제국에서는 무슬림 터키인이 연극 배우로 활동하는 것을 금지하고 있었고 비무슬림 그리스인, 아르메니아인, 유대인에게만 연극 배우로 활동하는 것을 허용했다. 1923년 무스타파 케말 아타튀르크가 공화정을 수립하면서 연극 배우로 활동하는 것이 허용되었다.

## 가족
배우자: 셀라하틴 프나르 (Selahattin Pınar, 1929년~1935년)